# Robert Tepez

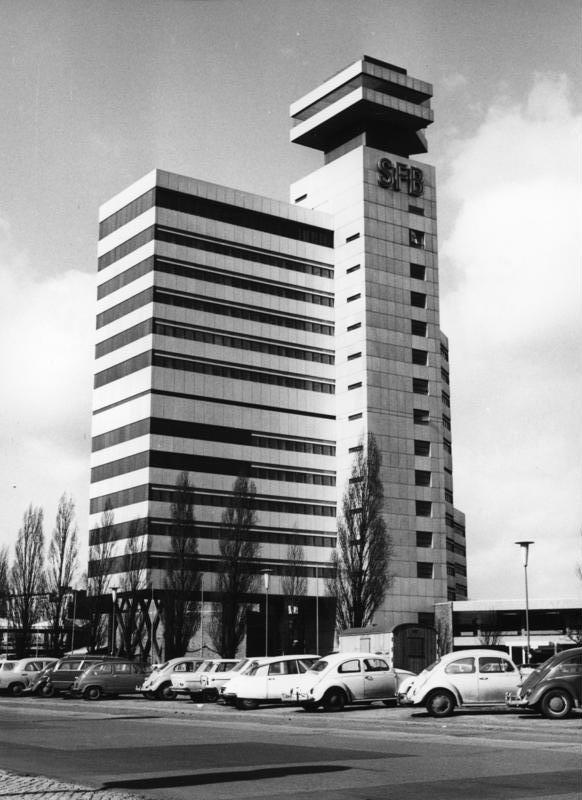
Robert Tepez: Fernsehzentrum des Sender Freies Berlin (heute: Rundfunk Berlin-Brandenburg (RBB)), Berlin-Westend, Theodor-Heuss-Platz, Aufnahme 1970

Robert Tepez (* 1912; † 20. Jahrhundert) war ein deutscher Architekt, der in Berlin lebte und arbeitete. Tepez ist vor allem bekannt für seinen Entwurf des RBB-Fernsehzentrums am Theodor-Heuss-Platz in Berlin-Westend.

## Leben
Über das Leben von Robert Tepez ist wenig bekannt. Geboren wurde er 1912. Die Historikerin Anne-Katrin Ziesak schreibt über Tepez, dass er slowenischer Herkunft war und am Bauhaus studierte. In der unmittelbaren Nachkriegszeit beschäftigte sich Tepez in einer Arbeitsgruppe mit dem Bau von Laubenganghäusern. Leiter dieser Arbeitsgruppe war der Architekt Gerhard Siegmann, für den Tepez später als Angestellter arbeitete. Als Mitarbeiter von Siegmann entwarf Tepez das Verwaltungsgebäude der Berliner Bank an der Hardenbergstraße. Tepez war zeitweise für das Hochbauamt Berlin-Charlottenburg tätig.

## Werk
In den 1950er Jahren plante Robert Tepez Schulen und Wohngebäude in Berlin. 1953–1954 entstand eine Wohnanlage in der Otto-Suhr-Allee 110/112 Wintersteinstraße 1/3. Hierfür arbeitete Tepez gemeinsam mit dem Architekten Karl-Heinz Hübner. Die Anlage steht unter Denkmalschutz. 1954–1956 plante Tepez ein Schulgebäude in der Bayernallee in Berlin-Westend. Die damalige Erich-Hoepner-Oberschule heißt heute Heinz-Berggruen-Gymnasium.
1959–1960 entstand nach Tepez’ Plänen das damals sogenannte Haus der sozialen Arbeit in Berlin-Kreuzberg. Klaus Günter Jakobs leitete die Fertigstellung. Dieser Komplex besteht aus einem Verwaltungsgebäude für die Arbeiterwohlfahrt sowie einem Theaterbau. Das Theater war bis 1981 Spielstätte der Schaubühne am Halleschen Ufer; ab 1982 hieß es Theatermanufaktur im Haus am Halleschen Ufer und ab 1992 dann Theater am Halleschen Ufer. Heute ist dieses Haus Teil des Theaterkombinats Hebbel am Ufer und heißt HAU-2.
In den 1960er Jahren erhielt Robert Tepez Aufträge für größere Bauprojekte. 1959–1963 plante er den Bau der Staatlichen Fachschule für Optik und Fototechnik, ehemals auch Meisterschule für Grafik und Buchgewerbe in Berlin-Charlottenburg. Das Gebäude beherbergt heute Räume der Universität der Künste Berlin und steht unter Denkmalschutz. 1964–1968 plante Tepez Erweiterungsbauten des französischen Militärflughafens in Berlin-Reinickendorf, in der Avenue Jean Mermoz. Auch plante Tepez mehrere Projekte für das Deutsche Rote Kreuz (DRK). Unter anderem entwarf er die Landesschule des DRK (1959), das Katastrophen-Einsatz-Depot des DRK (1964), das DRK-Seniorenwohnheim Paul-Weißke-Haus (1965) sowie ein Gebäude mit Seniorenwohnheim für den DRK-Kreisverband Berlin-Zehlendorf (1968).
Der bekannteste Entwurf von Tepez ist das RBB-Fernsehzentrum in Berlin. Allerdings hatte Tepez nicht den Architekturwettbewerb gewonnen. Die Jury hatte den Entwurf von Bodo Fleischer mit dem ersten Preis ausgezeichnet. Mit der Planung beauftragt wurde dann aber Robert Tepez. Der Architekturwettbewerb war 1960, die Planung am Gebäude begann 1963. Die Bauzeit war von 1965 bis 1970. Für dieses Projekt arbeitete Tepez erneut mit Karl-Heinz Hübner zusammen.
1970 gestaltete er ein Bootshaus am Großen Wannsee, welches nach einem Umbau durch den Architekten David Chipperfield als Künstler-Atelier genutzt wird. 1973–1976 plante Robert Tepez die Erweiterungen der damaligen Pädagogischen Hochschule Berlin. Heute bilden diese Gebäude der ehemaligen Pädagogischen Hochschule den Campus Lankwitz der Freien Universität.

## Galerie

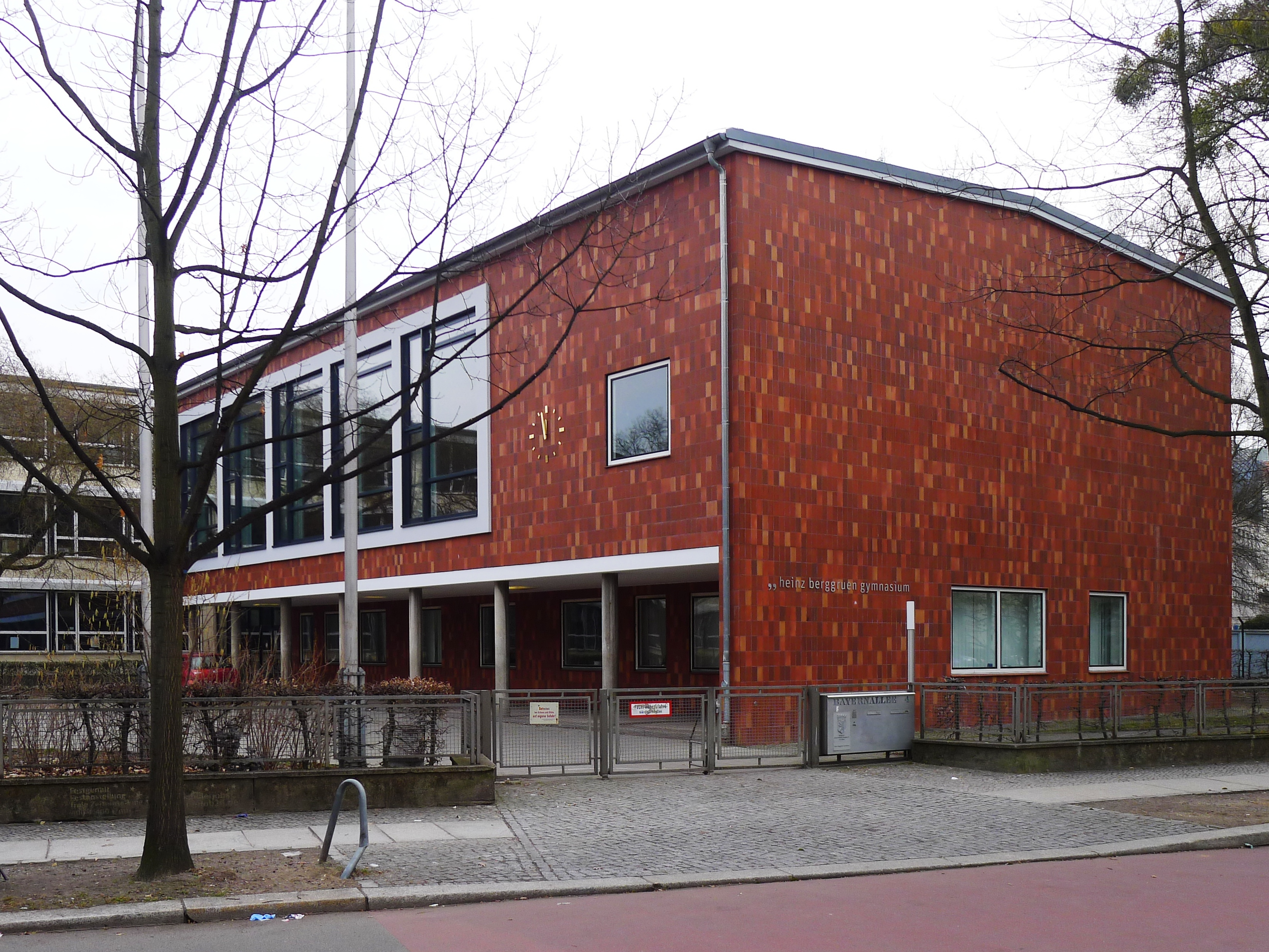
Heinz-Berggruen-Gymnasium, ehemalige Erich-Hoepner-Oberschule, Bayernallee, Berlin-Westend
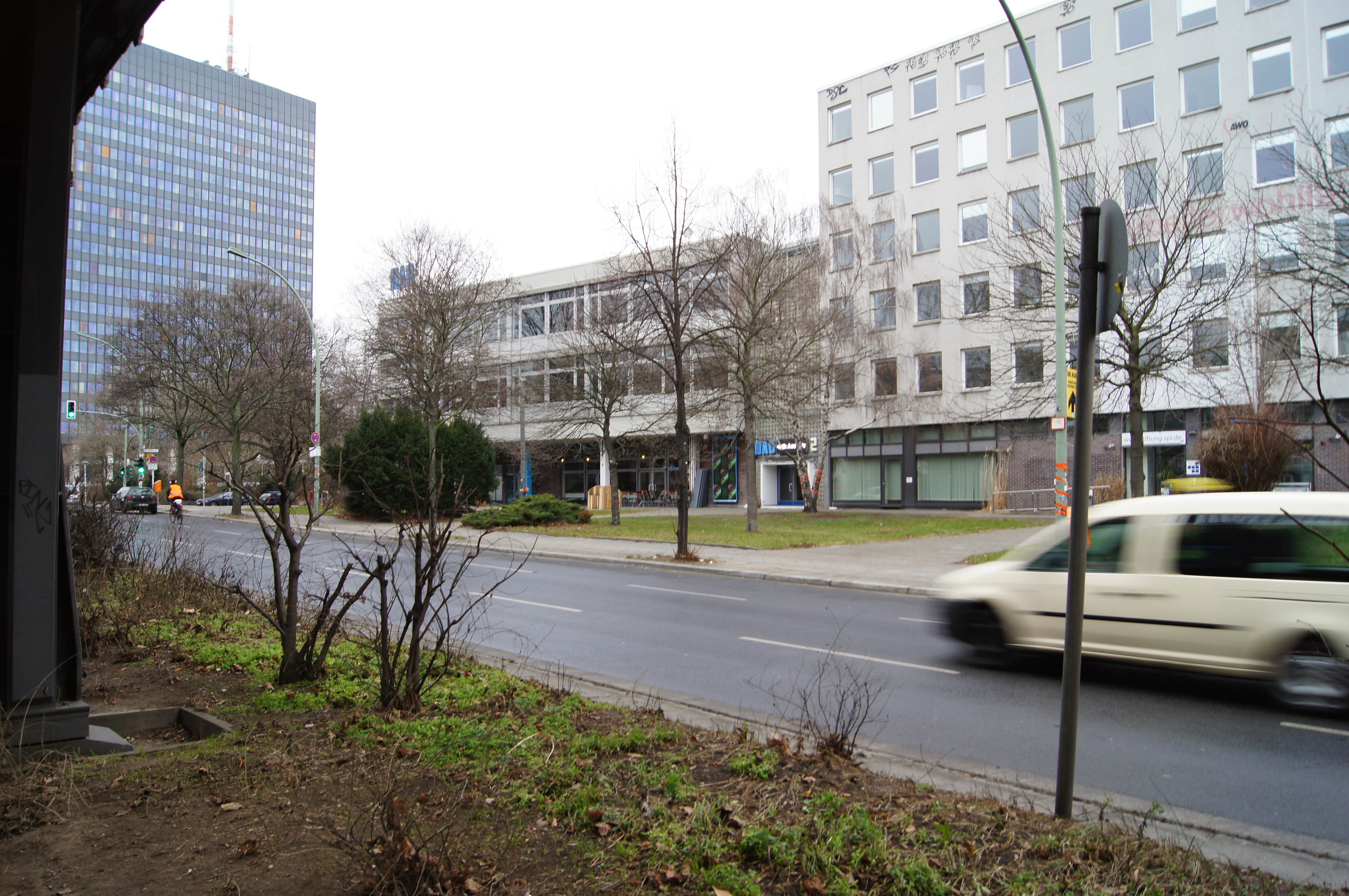
Ehemaliges Haus der sozialen Arbeit, heute HAU-2 und AWO Reisedienst GmbH – Reisen mit Herz
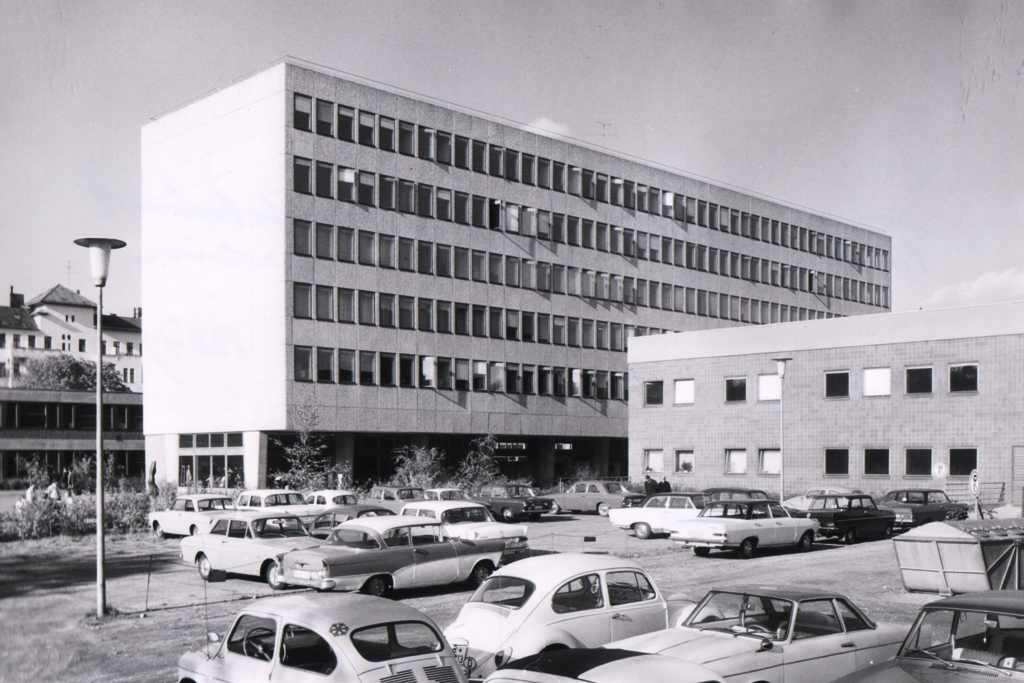
Fachhochschule für Optik und Fototechnik Berlin, am Einsteinufer 1967, heute UdK
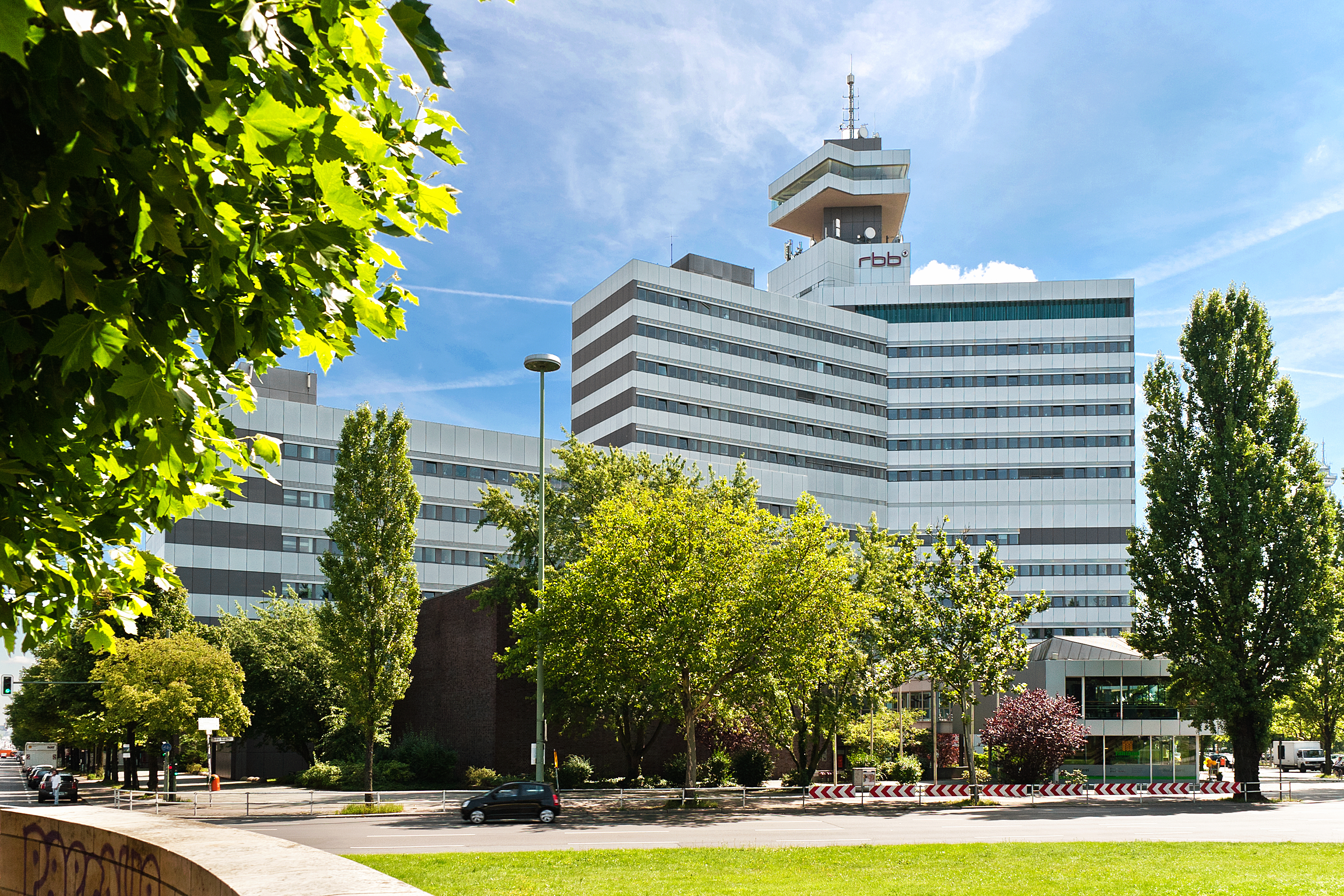
RBB-Fernsehzentrum am Theodor-Heuss-Platz
1970er-Jahre-Erweiterung der ehemaligen Pädagogischen Hochschule Berlin, heute Campus Lankwitz der FU Berlin, Fachbereich Geowissenschaften